# كريستين فوربس
كريستين فوربس (بالإنجليزية: Kristin Forbes) هي اقتصادية أمريكية، ولدت في 21 أغسطس 1970.

## وصلات خارجية
- كريستين فوربس على موقع إن إن دي بي (الإنجليزية)